# A&W (пісня)
«A&W» (повна назва «American Whore», укр. Американська повія) — пісня американської співачки Лани Дель Рей. Спершу трек було випущено синглом 14 лютого 2023 року, а згодом він увійшов до нового дев'ятого альбому виконавиці «Did You Know That There's a Tunnel Under Ocean Blvd», зайнявши там четверту позицію. Співавтором тексту став Сем Дью.

## Композиція та відгуки
За звучанням, крім поп-мотивами, пісня «A&W» поєднує в собі ще 2 напрями. Вона поділена на дві частини: перша відповідає жанру інді-фолк з елементами дрим-поп, і за звучанням схожа на баладу, а друга має характерні ознаки трепу, що є експериментальним для Лани Дель Рей. За стилістичним походженням цей жанр має дещо спільне з хіп-хопом.
Назва індіфолк-епопеї «A&W» відсилає до американського бренду кореневого пива A&W Root Beer, але сама абревіатура розшифровується як «American Whore» (укр. американська повія). У Rolling Stone про назву відгукнулися так:
|  | Ніхто не підкоряє символи Америки своїй волі так, як Дель Рей. |

Пісня починається з «м'якого брязкання» на акустичній гітарі у стилі Radiohead та «важких» акордів на піаніно, які прискорюючись, разом зі звуками потріскування на фоні створюють атмосферу, що нагнітає. На 4-й хвилині індіфолк-трек сповільнюється і стихає, і тоді слідує синтезаторна басова лінія. Композиція завершується 2-хвилинним похмурим треп-звучанням, що віддалено нагадують стилем ударних з альбому Born to Die. Дель Рей ніби читає реп, повторюючи рядки, чимось схожі з назвою ду-воп пісні «Shimmy, Shimmy, Ko-Ko-Bop» (1959) Little Anthony and the Imperials.
«A&W» — це багато в чому відповідь критикам співачки: «Я принцеса, я суперечлива, / Ну ж, запитайте мене, чому я саме така». У 2012 році, після виходу Born to Die, Лану звинуватили в неавтентичності, «романтизації аб'юзивних стосунків і сексуальних перверсій» і заграванні з образом Лоліти. Ця критика не замовкала багато років і сильно позначилася психологічному стані Дель Рей та її творчості, фактично ставши темою багатьох її альбомів, починаючи з Ultraviolence. У тексті пісні співачка розмірковує про мізогінію і культуру зґвалтування, жіночність, сексуальність та комплекс Мадонни-повії.
У The Guardian писали про посиланні пісні так: «Можливо, після стільки років критики, найкращий варіант — це здатися і стати тим, ким люди вас таврують». У треку згадується фільм «Щоденник дівчинки-підлітка» (2015), за сюжетом якого дівчинка-підліток вступає у сексуальні стосунки з хлопцем своєї матері. Дель Рей співає, що за переглядом фільму «намагається зрозуміти, що ж у її житті пішло не так». Так вона визнає свій досвід «американської повії», який вплинув не тільки на її творчість, а й на те, як у дорослому житті вона вибудовує стосунки з чоловіками. У другій частині «A&W» Лана глузує з свого коханця Джиммі, з яким у неї токсичні стосунки; чоловік також упереджений до наркотиків. Вона дзвонить його матері і скаржиться їй на нього. У Pitchfork трек охрестили «символом гніву жінки, яка не відповідає очікуванням суспільства».

## Текст пісні
У першій частині «A&W» Лана Дель Рей згадує свою матір Патріцію, яку не бачила вже протягом тривалого часу.
У першому куплеті співачка порушує тему цькування її тіла в соціальних мережах у 2022 році. Під час пандемії COVID-19 вона погладшала, і користувачі мережі Інтернет розкритикували зовнішій вигляд Лани Дель Рей, порівнюючи його зі світлинами попередніх років. Причиною хейту став і її стиль одягу, який насправді зазнав лише невеликих змін.
В останньому куплеті виконавиця описує культуру зґвалтування в американському суспільстві. Завжди звинувачується саме людина, яка зазнала насилля, а не та, що вчиняла його. Нібито одяг або поведінка може спровокувати на злочин.
Слова приспіву «A&W» перегукуються з текстом пісні «Video Games», де Лана стверджує, що «життя варте чогось лише тоді, коли хтось кохає тебе». Зараз вона знайшла внутрішню гармонію й приймає себе справжньою, не зважаючи на осуд з боку суспільства.
Лірика другої частини «A&W» посилається на дитячу пісню-гру «Down Down Baby». Вона стала натхненням для багатьох інших пісень, зокрема Shimmy, Shimmy, Ko-Ko-Bop гурту Little Anthony & The Imperials. Незвична манера виконання нагадала фанатам творчість раннього періоду співачки, коли її сценічним ім'ям було Ліззі Ґрант. У цій частині також зявляється загадкова постать Джиммі. Лана Дель Рей згадує його протягом всієї кар'єри.

## Реліз
Реліз «A&W» відбувся в День святого Валентина. Це другий сингл для дев'ятого студійного альбому Лани Дель Рей.
Продюсер і співавтор Джек Антонофф в Instagram оприлюднив назву нового альбому та назвав дату його виходу, а саме 24 березня 2023 року. Він також зазначив, що трек «A&W» став його «найулюбленішим з усіх створених раніше».

## Критика
«A&W» отримала визнання критиків за її експериментальне виробництво. Шаад Д'Соуза з Pitchfork назвав пісню «Найкращим новим треком», даючи їй визначення «психоделічної сенсації». Джон Блістейн з Rolling Stone назвав це «класичною Ланою в усіх варіаціях, які тільки можна собі уявити», яка переплітає теми «поганого кохання» з «символізмом американської культури». Кен Партрідж і Genius описує пісню як «вчення комплексного характеру», звернувши увагу на посилання в тексті на інші медіа та куплет, що критикує культуру зґвалтування.

## Чарти
«A&W» дебютувала під номером 129 у чарті Billboard Global 200. Пісня посіла 41-ше місце в британському чарті синглів. У Канаді сингл дебютував під номером 84 у чарті Canadian Hot 100. У США він посів п'яте місце у чарті Billboard Bubbling Under Hot 100 і не увійшов до Hot 100. «A&W» досяг 10 місця в американському рейтингу Hot Rock & Alternative Songs.

## Автори
- Лана Дель Рей — авторка пісні, продюсерка, спів;
- Джек Антонофф — автор пісні, продюсер;
- Сем Дью — автор пісні.